# Frankfurter Straße 142 (Offenbach am Main)

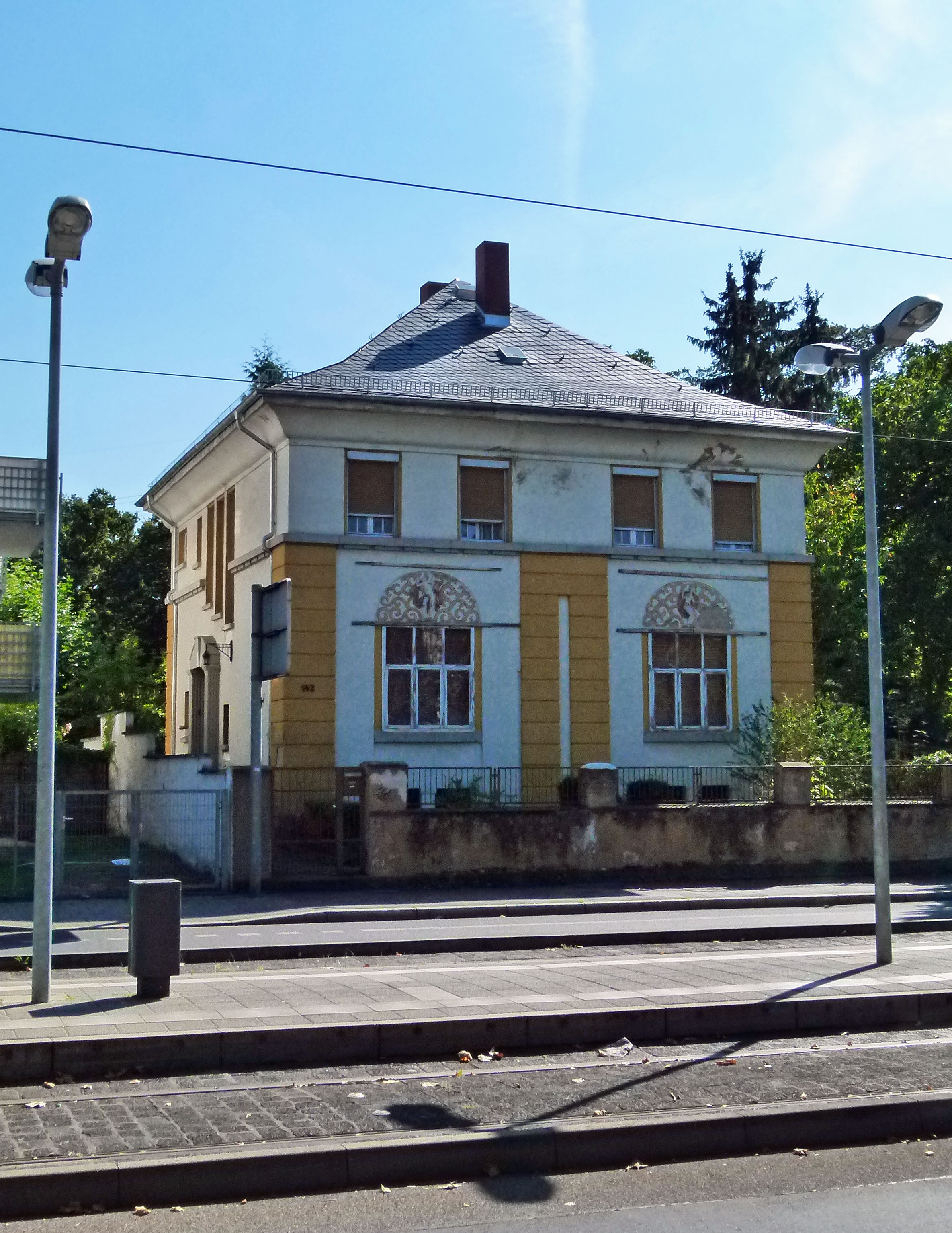
Frankfurter Straße 142

Die Villa Frankfurter Straße 142 im Westend von Offenbach am Main ist ein unter Denkmalschutz stehendes Wohngebäude.

## Das Gebäude
Die freistehende, streng neoklassizistische Villa direkt an der Stadtgrenze zu Frankfurt wurde 1912/13 von Heinz Collin (1881–1967) errichtet. Das Haus ist ein zweigeschossiger, kubischer, verputzter Bau unter einem Walmdach mit gequaderten Lisenen an einem überhöhten Erdgeschoss. Das Kranzgesims ist volutenförmig gestaltet. Die Außenfarben wurden beim Bau als ungewöhnlich bunt empfunden. Das verwendete Dunkelgelb wurde in der Öffentlichkeit überwiegend abgelehnt. 
Die Aktfiguren in den Fensterlünetten der Fassade stammen wahrscheinlich von Karl Huber (1872–1952), einem Lehrer der Technischen Lehranstalt. Es ist möglich, den Mann mit der Leier und die tanzende Frau als Orpheus und Eurydike zu deuten.